# Cestrum macbridei
Cestrum macbridei là loài thực vật có hoa trong họ Cà. Loài này được Francey mô tả khoa học đầu tiên năm 1935.